# Реметеа (Алба)
Реметеа (рум. Remetea) насеље је у Румунији у округу Алба у општини Метеш. Oпштина се налази на надморској висини од 401 m.

## Историја
Према државном шематизму православног клира Угарске у месту "Ремете", било је 1846. године пет свештеника. Били су то пароси, поп Јоаким Бомбе, поп Сава Поповић, поп Михаил Поповић, поп Василије Поповић и поп Макабеус Микле. У парохији је живело 482 породица, а потпадала је под њу и "Сабад-ердо", као филијала.

## Становништво
Према подацима из 2002. године у насељу је живело 26 становника, од којих су сви румунске националности.